# Fotogracria
Fotogracria, nome artístico de Kimberly Daniella Katrine Romano Duarte, também conhecida como Salemm, é uma fotógrafa, diretora criativa e pesquisadora brasileira. Nascida e criada na favela da Rocinha, no Rio de Janeiro, sua prática une fotografia, memória, ancestralidade e tecnologia, com foco na construção de novas narrativas visuais sobre favelas e territórios populares.

## Biografia
Filha de Eliane Romano Linares Duarte Palau e Wilton da Silva de Oliveira (Dedé), Salemm nasceu em 18 de outubro de 1997 na parte baixa da Rocinha, onde vive até hoje. Teve uma infância difícil e seu primeiro contato com a fotografia se deu por meio de um livro do fotógrafo André Cypriano, emprestado por um amigo de seu pai. Começou a fotografar de forma autodidata com um celular emprestado, depois com uma câmera. Suas imagens ganharam destaque nas redes sociais, especialmente no Twitter e Instagram, tornando-se um fenômeno digital.

## Carreira
Motivada pela vontade de mostrar a beleza entre os becos e vielas da Rocinha, Fotogracria, de maneira autodidata, iniciou uma trajetória marcada por uma perspectiva de dentro da favela. Participou de residências artísticas como:
- Laboratório de Imagens (Instituto Moreira Salles + Observatório de Favelas), que resultou em um e-book incorporado ao acervo das instituições;[1]
- Pontos de Vista, culminando em um livro impresso com outros nove artistas periféricos;[2]

## Exposições e acervos
- Funk! Um Grito de Ousadia e Liberdade – Exposição coletiva no Museu de Arte do Rio com desdobramento na instituição Maison Folie Wazemmes, em Lille, França;[3]
- Viver é um Luxo – Exposição realizada por toda a Rocinha, apresentada em conjunto com a mostra Os Crias da TL, resultado das oficinas com jovens do sub-bairro Macega, em parceria com a associação francesa MOST;[4]
- Museu do Amanhã – Exibição de 8 obras integradas ao acervo do Google Arts & Culture em parceria com a KondZilla.[5]

## Colaborações
Fotogracria criou uma obra com inteligência artificial para o show de Ludmilla no festival The Town; além disso, teve suas fotografias projetadas no show da artista durante o Rock in Rio 2022.

## Estilo e temas
A produção de Fotogracria é marcada por uma estética elegante, afetuosa e politicamente engajada. Seus temas principais incluem:
- Favela e dignidade das populações periféricas;
- Estética da infância, juventude e cotidiano na Rocinha;
- Ancestralidade e presença indígena em territórios urbanos;
- Futurismo ancestral e tecnologias como ferramentas de reêxistência;
- Arquivo, memória e identidade racial.

## Prêmios e reconhecimento
Em 2023, foi homenageada na Câmara Municipal do Rio de Janeiro com o prêmio De Cria pra Cria, reconhecendo seu trabalho como artista mobilizadora e referência cultural na favela.